# Гарделла, Иньяцио Старший
Иньяцио Гарделла Старший (итал. Ignazio Gardella senior; 25 апреля 1803, Генуя — 27 августа 1867, Генуя) — итальянский архитектор генуэзской школы.
Гарделла был учеником Карло Барабино, наиболее выдающегося архитектора и градостроителя неоклассицизма Генуи начала XIX века.
Помимо архитектурной деятельности, Гарделла также был проектировщиком-изобретателем, имел патенты на различные проекты железных дорог и судоходных каналов, даже на изобретение новаторских гидрокостюмов.
Его одноимённый правнук, Иньяцио Гарделла (1905—1999), стал выдающимся итальянским архитектором и дизайнером XX века.

## Основные проекты и постройки
1835: Мраморные террасы вдоль побережья города, заменяющие разрушенные стены XVI века (снесены через пятьдесят лет после постройки для новых сооружений в районе порта).
1840: Капелла бывшей архиепископской семинарии.
1839, 1843, 1849—1850, 1851—1853: Различные расширения порто-франко и строительство современных торговых доков.
1850: Строительство флигелей Герцогского дворца, другие перестройки здания, включая конструкции перекрытия Зала Большого Совета.
1853—1856: Преобразование здания Национального банка в Виа Сан-Лоренцо. Фасад «Palazzo di Sconto», обращённый к собору Генуи.